# Demonax formicoides
Demonax formicoides là một loài bọ cánh cứng trong họ Cerambycidae.